# Kerkythea
Kerkythea — бесплатная проприетарная программа с закрытым кодом, система рендеринга, позволяющая создавать фотореалистичные изображения. Использует физически точные материалы и освещение. Kerkythea 2008 Echo имеет свой собственный редактор сцены и материалов, обладает простым и удобным интерфейсом. Визуализация может быть выполнена от простого ray tracing до Photon Mapping и Metropolis Light Transport (MLT). Есть экспортеры из 3dsMax, Blender и SketchUp.
Kerkythea разрабатывается с 2004 года.
Kerkythea можно использовать для создания изображений в коммерческих целях. Нельзя распространять Kerkythea с веб-сайтов или иных способов массового распространения.
Текущая версия Kerkythea Echo Boost (Release Candidate 2.5.2) (июнь 2011)

## Коннекторы к 3d пакетам
Wings 3D
SketchUp
Blender
3ds Max